# Rue Juliette-Lamber
La rue Juliette-Lamber est une voie du 17e arrondissement de Paris, en France.

## Situation et accès

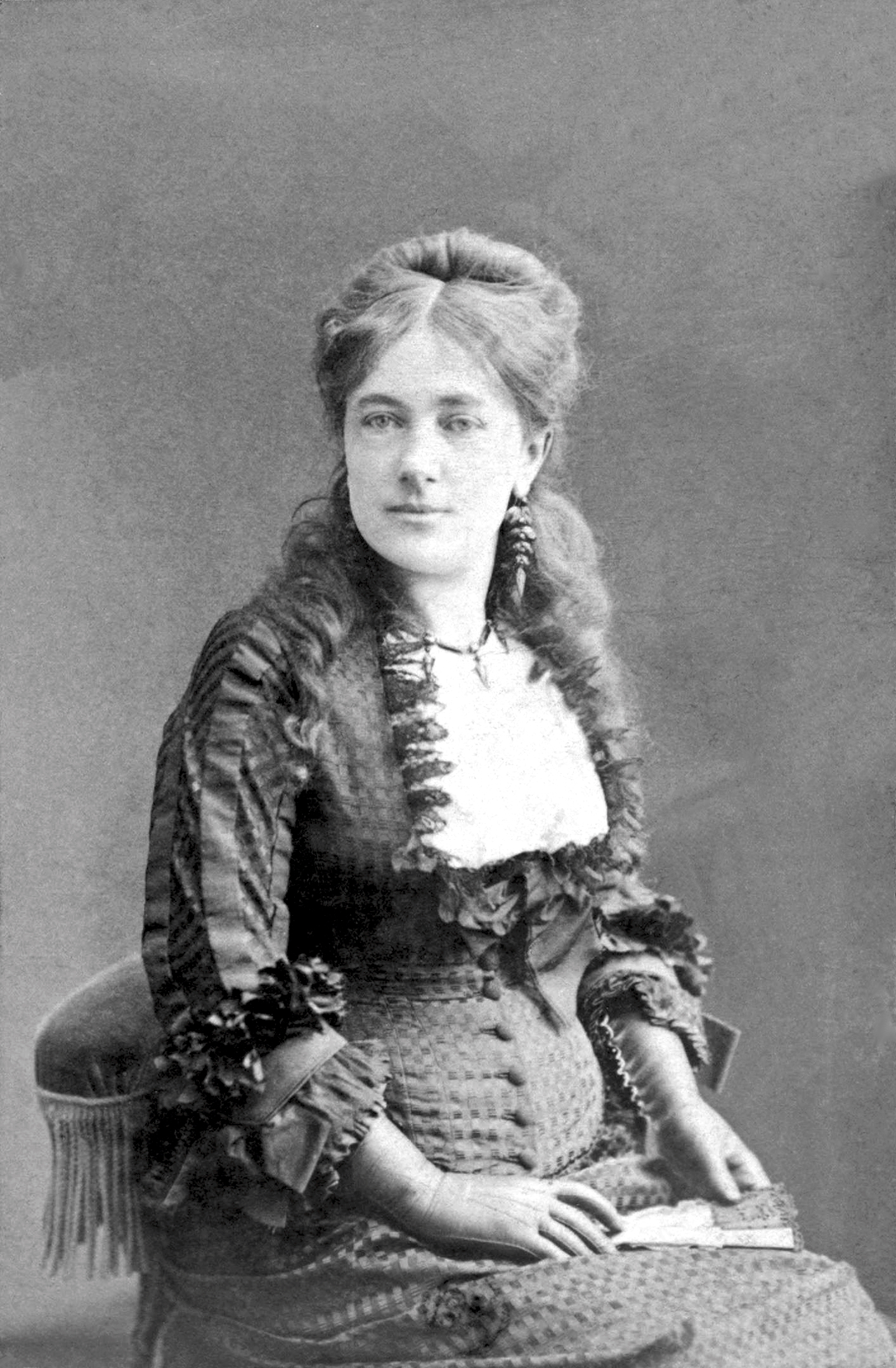
Juliette Lamber, par Nadar.

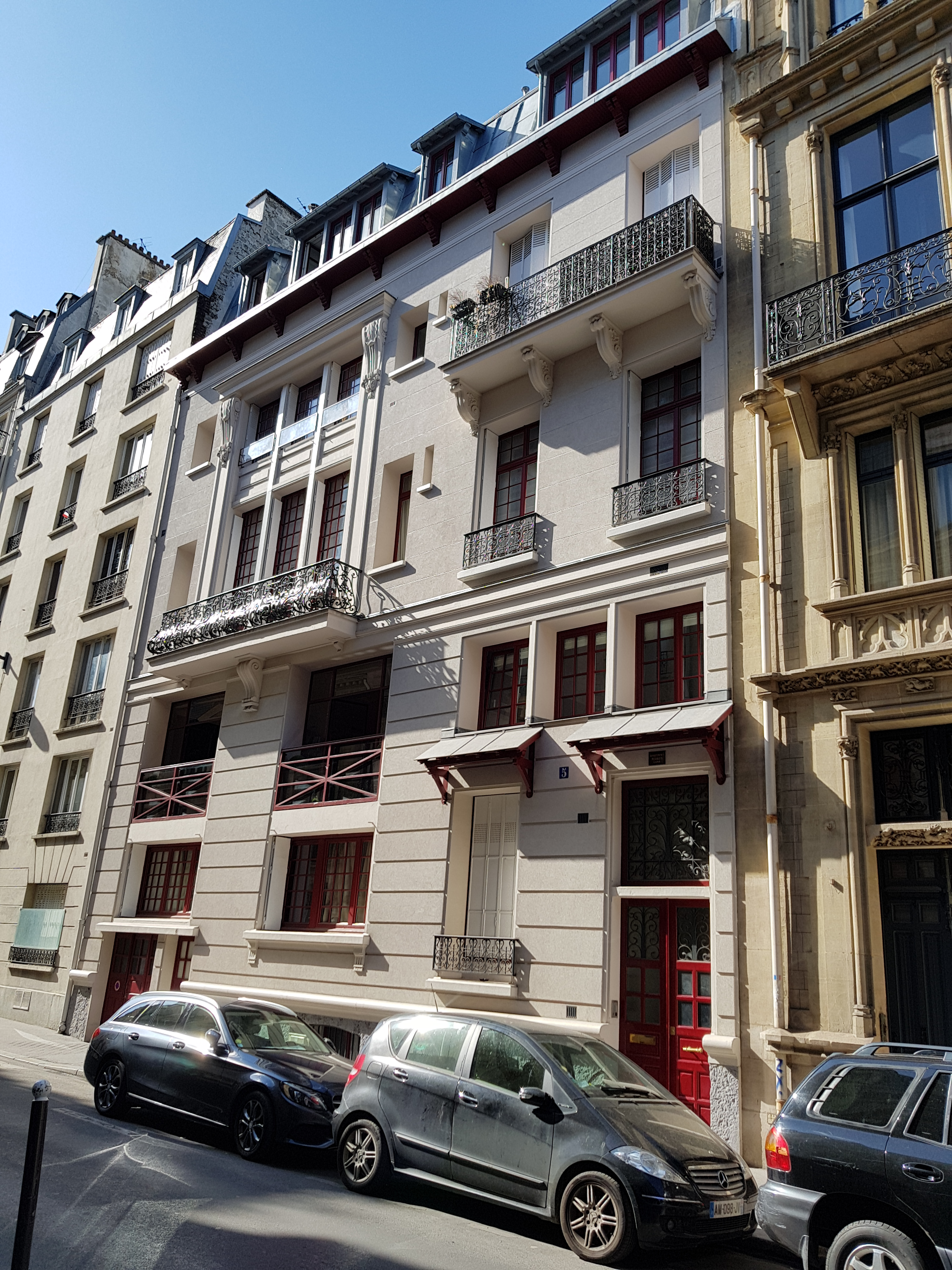
Immeuble du no 5.

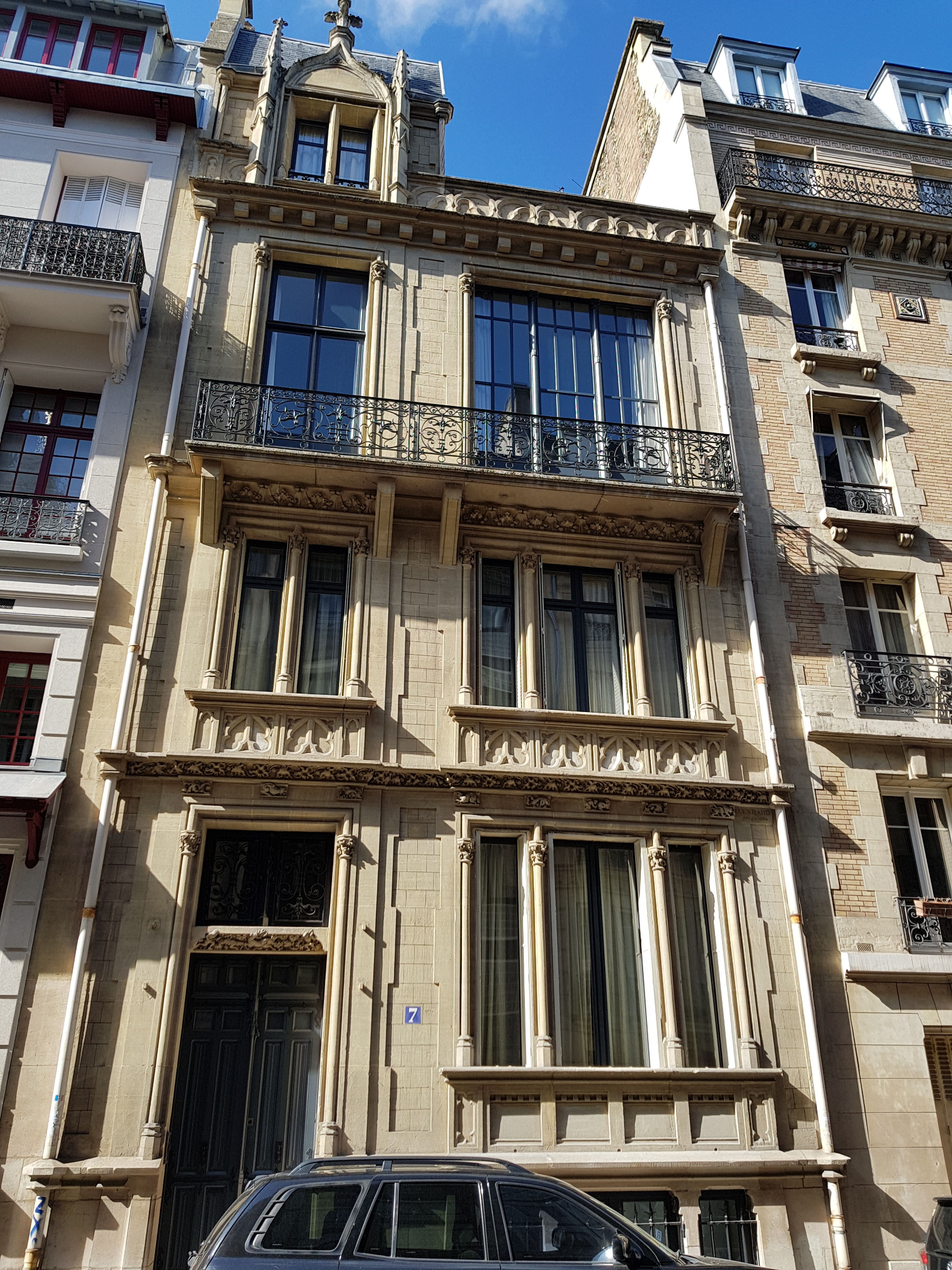
Immeuble du no 7.

La rue Juliette-Lamber débute au 36-42, boulevard Pereire et se termine au 190, boulevard Malesherbes.
Le quartier est desservi par la ligne 3 à la station Wagram.

## Origine du nom
Elle porte le nom de la femme de lettres Juliette Adam née Lamber (1836-1936), fondatrice de la Nouvelle Revue et épouse d'Edmond Adam.

## Historique
La voie est ouverte en 1882 puis est classée dans la voirie parisienne par décret du 19 février 1895, avant de prendre sa dénomination actuelle par arrêté du 5 juin 1897.

## Bâtiments remarquables et lieux de mémoire
- La polémiste féministe Juliette Lambert (1836-1936), épouse Adam, a habité cette rue.
- No 5 : le peintre d’origine néerlandaise Kees van Dongen (1877-1968) vit à cette adresse de 1922 à 1932, comme le signale une plaque en façade apposée en octobre 2021. Il achète cet hôtel particulier en 1922[2] pour Jasmy Jacob, directrice d’une maison de couture ; il y reçoit beaucoup avant de rompre, en 1927, et de devoir quitter les lieux cinq ans plus tard, son ancienne compagne ayant vendu l’hôtel[3].
- No 10 (anciennement no 12) : hôtel particulier ; architecte : Pradier. Sculptures de la façade : Laurier.
- No 12 : immeuble de logements de 2002 ; architecte : François Lérault[4].
- No 30 (anciennement no 40) : domicile[5] de la compositrice Augusta Holmès, auteur du célèbre Noël Trois anges sont venus ce soir, qui y décéda en 1903.